# Elsa Reichmanis

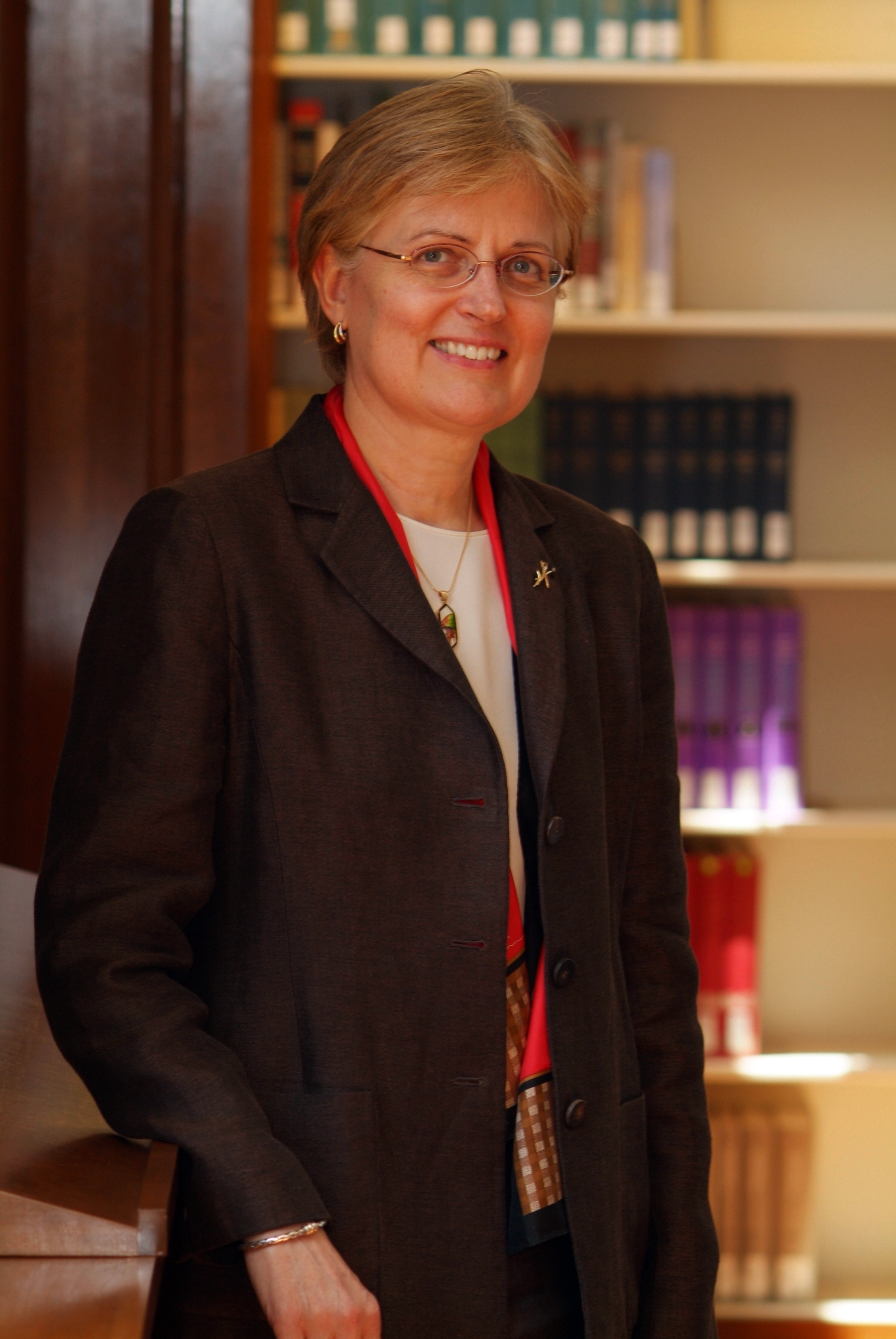
Elsa Reichmanis bei dem „Moore's Law at 40 Symposium“, 12.–13. Mai 2005, organisiert von der Chemical Heritage Foundation

 Elsa Reichmanis (* 9. Dezember 1953 in Melbourne, Australien) ist eine US-amerikanische Chemikerin und Hochschullehrerin. Sie war 2003 Präsidentin der American Chemical Society.

## Leben und Werk
Reichmanis wanderte als Kind mit ihrer Familie in die Vereinigten Staaten aus und verbrachte ihre Kindheit in Syracuse. Nach dem Besuch der High School studierte sie Chemie an der Syracuse University, wo sie 1972 einen Bachelor of Science erwarb und 1974 in Organischer Chemie promovierte. An der Syracuse University wurde sie 1972 Lehrassistentin für organische Chemie, von 1973 bis 1975 wissenschaftliche Mitarbeiterin und von 1976 bis 1978 Dr. Chaim Weizmann Fellow.
Anschließend forschte sie in einer Mitarbeiterposition bei den AT&T Bell Laboratories. In den 1980er Jahren übernahm sie mit ihrer Forschungsgruppe die Aufgabe, fortschrittliche Materialien für die aufstrebende Halbleiterindustrie zu entwickeln. Reichmanis arbeitete an neuen Materialien für die nanoskalige Herstellung der Schichten von Linien und Kanälen auf Siliziumchips, die mit optischer Lithographie hergestellt wurden. Sie war sechs Jahre lang im technischen Stab der Forschungs- und Entwicklungsabteilung des Unternehmens für organische Chemie tätig, gefolgt von einer Stelle als technische Leiterin für strahlungsempfindliche Materialien und Anwendungen. 1994 wurde sie zur Direktorin für Polymer- und organische Materialforschung befördert. Sie arbeitete an einer Vielzahl von Projekten, darunter das Design und die Anwendung photonischer Polymertechnologien für optische Netzwerke. Zu ihren Errungenschaften gehörte die Zusammenarbeit mit E Ink Corp., um das weltweit erste wiederverwendbare Elektronische Papier aus Kunststoff herzustellen. Bei DuPont und bei der Sarnoff Corporation war sie an der Entwicklung eines Materials für leichte, tragbare und flexible Farbbildschirme beteiligt.
2008 wurde sie Professorin und Pete-Silas-Lehrstuhlinhaberin für Chemieingenieurwesen an der School of Chemical and Biomolecular Engineering und Brook Byers Professorin für Nachhaltigkeit am Georgia Institute of Technology. Dort leitete sie auch die Reichmanis Research Group, ein Team, dessen Forschungsinteressen die Chemie, Eigenschaften und Anwendungen von Materialtechnologien für elektronische und photonische Anwendungen umfassten, mit besonderem Schwerpunkt auf polymeren und nanostrukturierten Materialien für fortgeschrittene Technologien.
Reichmanis wurde 2020 Inhaberin des Anderson-Stiftungslehrstuhls für chemische und biomolekulare Technik an der Lehigh University.
Reichmanis hat fünf Bücher verfasst, mehr als 200 Artikel veröffentlicht und besitzt mehrere Patente. Sie ist Executive Editor der Zeitschrift Chemistry of Materials.

## Auszeichnungen und Ehrungen (Auswahl)
- 1992: R&D 100 Award des Research and Development Magazine
- 1993: Achievement Award, Society of Women Engineers
- 1995: Mitglied der National Academy of Engineering
- 1997: Fellow der American Association for the Advancement of Science[6]
- 2001: Perkin Medal
- 2001: George-Arents-Pioniermedaille, Syracuse University
- 2002: Fellow der Polymer Materials Division der American Chemical Society
- 2003: Braude Award der Ortsgruppe ACS Maryland
- 2004: Mitglied der Lettischen Akademie der Wissenschaften
- 2005: Fellow der Royal Society of Chemistry
- 2009: ACS Fellow
- 2018: Fellow der Materials Research Society[7]
- 2018: ACS Award in the Chemistry of Materials[8]
- 2018: Margaret H. Rousseau Pioneer Award for Lifetime Achievement, American Institute of Chemical Engineers (AIChE)[9]
- 2020: Wahl zum Fellow der National Academy of Inventors[10]
- 2024: Mitglied der American Academy of Arts and Sciences